# SPG Brixlegg/Rattenberg
Der SPG Brixlegg/Rattenberg ist ein österreichischer Fußballverein aus der Marktgemeinde Brixlegg und der Gemeinde Rattenberg im Bezirk Kufstein in Tirol. Die Spielgemeinschaft wurde vom SV Brixlegg und vom SV Rattenberg im Sommer 1995 gegründet. Die Kampfmannschaft der Herren spielt in der Bezirksliga Ost, die der Frauen in der Frauen Tiroler Liga als SPG Alpbachtal.

## Männerfußball

### SV Rattenberg
Der SV Rattenberg ist ein österreichischer Fußballverein aus der Gemeinde Rattenberg aus dem Bezirk Kufstein in Tirol. Heute ist er einer der beiden, welche die SPG Brixlegg/Rattenberg bilden. Die Rattenberger spielten von 1956 bis 1974 mit Unterbrechungen in der Landesliga Tirol.
Über die Entstehung des Sportvereins in Rattenberg und die Gründung ist nichts bekannt. Nach ersten Aufzeichnungen gelang es den Rattenberger nach dem Zweiten Weltkrieg 1956 der Aufstieg in die Landesliga Tirol und spielten dort mit Unterbrechungen bis 1974.
Anfang der 1990er Jahre befand sich der Sportverein in der Tiroler Liga und wurde Siebter von vierzehn Mannschaften. In den nächsten Saisonen platzierten sich die Unterinntaler im Mittelfeld, 1994/95 wurden sie Meister und qualifizierten sich für die nächsthöhere Liga. In der Saison 1995/96, in der Zwischenzeit wurde die Spielgemeinschaft gegründet, startete das Fußballteam als SPG Brixlegg/Rattenberg in der Regionalliga Tirol.
Titel und Erfolge
- 1 × Meister der Tiroler Liga: 1995
- 13 × Drittligateilnahme (Tiroler Landesliga): 1956/57 bis 1964/65, 1966/67 bis 1968/69, 1973/74

### SV Brixlegg
Der SV Brixlegg war ein österreichischer Fußballverein aus der Marktgemeinde Brixlegg aus dem Bezirk Kufstein in Tirol und wurde 1964 gegründet. Heute ist er einer der beiden bestehenden Fußballvereine, die die SPG Brixlegg/Rattenberg bildet.
Der SV Brixlegg wurde in der Gründerversammlung von 6. Juni 1964 auf Initiative von Ernst Hauser, der zum ersten Obmann gewählt wurde, und Leopold Sigl gegründet. Zur damaligen Zeit hatte das Schulzentrum keinen Sportplatz. Als Fußballwiese diente eine Wiese im westlichen Teil des Wengfeldes auf der Hauser die Kinder und Jugendlichen trainieren konnte. Leopold Sigl erwarb 1966 das Grundstück, wo heute sich der Sportplatz befindet. Der Sportverein fand zahlreiche Unterstützer, die einen Fußballplatz mit Umkleidekabinen und sanitäre Einrichtungen schufen.
In der Saison 1971/72 stieg die Fußballmannschaft in die Gebietsliga auf.
Anfang der 1990er Jahre befand sich der Sportverein in der 2. Klasse Zillertal und wurde achter von zwölf Mannschaften. 1992 stieg der Verein mit einem 4. Platz in die 1. Klasse Ost auf. In den nächsten beiden Saisonen spielte er in der 1. Klasse Mitte und belegte 1995 den neunten Platz. In der Saison 1995/96, in der Zwischenzeit wurde die Spielgemeinschaft gegründet, startete das Fußballteam als SPG Brixlegg/Rattenberg II in der 1. Klasse Mitte.
2014 feierte der SV Brixlegg sein 50-jähriges Bestehen.
Titel und Erfolge
- Aufstieg von der 1. Klasse in die Gebietsliga: 1972

### SPG Brixlegg/Rattenberg
In der ersten Saison 1995/96 spielte die SPG Brixlegg/Rattenberg in der Regionalliga Tirol und belegte den neunten Platz von zehn Mannschaften, spielte in der Tiroler Regionalliga um den Abstieg in die 1. Klasse Mitte und belegte den letzten Platz. 2003 gelang den Oberländern der Aufstieg von der 1. Klasse Ost in die Gebietsliga Ost 2013 jubelte die Spielgemeinschaft über den 2. Platz, der den Aufstieg in die Landesliga Ost bedeutete. Nach drei Jahren Landesliga Ost mussten die Unterländer in die Gebietsliga Ost absteigen, ein Jahr später, 2018 in die Bezirksliga.
Titel und Erfolge
- Meister Gebietsliga Ost 2013
- Meister 1. Klasse Ost 2004

## Frauenfußball
In der Saison 2004/05 nahm eine Frauenmannschaft von der Spielgemeinschaft an der Frauen Tiroler Liga teil und wurde Meister. Bis 2016 folgten fünf Meistertitel. In der Saison 2011/12 nahm das Team am ÖFB Ladies Cup teil und verlor daheim gegen den FC Lustenau mit 5:1, Ebenso in der Saison 2011/12, diesmal auswärts gegen RW Rankweil mit 11:0. Für die Saison 2018/19 gewann die Spielgemeinschaft für die Frauen zwei neue Partner, die sich in das Team integrierten, FC Wacker Alpbach und SC Münster, und benannte sich in SPG Brixlegg/Rattenberg/Alpbach/Münster um. Seit der Saison 2019/20 spielen sie unter dem Namen SPG Alpbachtal.
Titel und Erfolge
- 5 × Meister der Frauen Tiroler Liga: 2005, 2006, 2007, 2011, 2016